# Őrhalom
Őrhalom är en ort (by) i provinsen Nógrád i norra Ungern. Orten har 1 007 invånare (2024), på en yta av 17,46 km². Den ligger vid gränsen till Slovakien, cirka 8,5 kilometer öster om Balassagyarmat.